# Stare Wiatrowo
Stare Wiatrowo [ˈstarɛ vjaˈtrɔvɔ] (en allemand : Alt Kleehof) est une colonie dans le district administratif de la gmina de Polanów, dans le comté de Koszalin, dans la voïvodie de Poméranie-occidentale, dans le nord-ouest de la Pologne.

## Histoire
Avant 1945, la région faisait partie de l'Allemagne.